# Sanogho
Ne doit pas être confondu avec Sanogho-Peulh.
Sanogho est une localité située dans le département de Garango de la province du Boulgou dans la région Centre-Est au Burkina Faso.

## Économie
L'économie du village est à l'instar des autres villages du Burkina Faso. Elle gravite autour du marché qui contrairement à bon nombre de villages se tient tous les jours, ce qui n'est pas forcément un atout. Le commerce est fait par les habitants du village qui proposent à la population des articles et produits manufacturés achetés au marché de Garango et revendus avec une marge bénéficiaire. Les agriculteurs proposent leurs produits du cru. Le marché n'étant pas périodique, la volaille et le bétail sont vendus au marché de Garango.

## Santé et éducation
Sanogho accueille un centre de santé et de promotion sociale (CSPS) tandis que le centre médical avec antenne chirurgicale (CMA) se trouve à Garango.
Le village possède trois écoles primaires publiques (A et B ainsi que celle de Geryala).